# 城市札卡巴
城市札卡巴（韓語：어반자카파）是韓國三人混聲組合，成員分別是權純一、朴容仁及趙賢雅，組合名稱「Urban Zakapa」由4個單字Urban（城市）、Zappy（醒目）、Kaleidoscopic（千變萬化）及Passionate（熱情）所組成。

## 成員
| 朴容仁 | 박용인 | Park Yong in | 1988年9月7日 · 仁川廣域市   |
| 權純一 | 권순일 | Kwon Sun il  | 1988年10月17日 · 仁川廣域市 |
| 趙賢雅 | 조현아 | Jo Hyun ah   | 1989年8月28日 · 首爾特別市  |

## 音樂作品

### 正規專輯
- 01（2011年5月17日）
- 02（英语：02 (Urban Zakapa album)）（2012年10月30日）
- 03（英语：03 (Urban Zakapa album)）（2013年12月3日）
- 04（英语：04 (Urban Zakapa album)）（2014年11月7日）
- 05  (2018年11月27日)

### 迷你專輯
- 品嚐咖啡（2009年7月2日）
- Sweetly You（2009年12月3日）
- Beautiful Day（2012年4月3日）
- UZ（2015年5月28日）
- Still（2016年5月27日）

### 單曲
- Snowing（2011年12月6日）
- Together Forever Vol. 3（2012年8月28日，趙賢雅（朝鲜语：조현아 (가수)），feat. Geeks）
- 討厭你（2012年9月5日）
- 倒著走（2013年10月23日）
- Like A Bird（2014年5月19日）
- Get（2015年5月22日）
- 星期四的夜晚（feat. Beenzino（朝鲜语：빈지노））（2016年8月25日）
- Moai（2017年7月11日，徐太志出道25週年「Time: Traveler」翻唱歌曲[3]）
- 那時的我、那時的我們（2017年11月9日）

### 合作單曲
- 間隙（權純一（朝鲜语：권순일 (가수)）、朴容仁（朝鲜语：박용인），與SISTAR韶宥）

### 客串專輯
| 發行年份 | 歌曲     | 歌手     | 客串歌手        | 收錄專輯     |
| -------- | -------- | -------- | --------------- | ------------ |
| 2014年   | 結束     | 2LSON    | Giriboy、趙賢雅 | 專輯《結束》 |
| 2016年   | Fortress | 東方聯盟 | 城市札卡巴      | 《Identity》 |

### 原聲帶
| 發行日期       | 歌名                  | 劇名                     | 參與成員       | 合作藝人 |
| -------------- | --------------------- | ------------------------ | -------------- | -------- |
| 2012年3月5日   | 等待你                | 《蠑螈道士和影子操作團》 | 趙賢雅         | 不適用   |
| 2012年8月21日  | 靠近太陽              | 電影《R2B：獵鷹行動》    | 全員           | 許珪     |
| 2013年3月10日  | 行屍走肉              | 《百年遺產》             | 趙賢雅         | 不適用   |
| 2013年5月27日  | 只是一點點            | 《Nine：九回時間旅行》   | 全員           | 不適用   |
| 2014年3月3日   | 可以愛嗎              | 《女子漫畫皮鞋》         | 全員           | 不適用   |
| 2014年12月5日  | Ya Ya Ya              | 《Hi! School - Love On》 | 全員           | 不適用   |
| 2015年5月12日  | 另一個你              | 《一起吃飯吧2》          | 全員           | 不適用   |
| 2016年6月20日  | No Way                | 《Doctors》              | 權純一、朴容仁 | 不適用   |
| 2016年8月19日  | Falling               | 《W－兩個世界》          | 趙賢雅         | 不適用   |
| 2016年11月12日 | 那一晚                | 《老婆這週要出牆》       | 全員           | 不適用   |
| 2017年1月8日   | 心願                  | 《孤單又燦爛的神－鬼怪》 | 全員           | 不適用   |
| 2017年7月26日  | Waiting for You       | 《再次重逢的世界》       | 趙賢雅         | 不適用   |
| 2020年4月10日  | 你是我美麗的愛        | 《機智醫生生活》         | 全員           | 不適用   |
| 2020年6月18日  | When We Were Together | 《雙甲路邊攤》           | 趙賢雅         | 不適用   |
| 2021年1月3日   | Here I Am             | 《哲仁王后》             | 趙賢雅         | 不適用   |
| 2021年1月8日   | Finding You           | 《Color Rush》           | 權純一         | 不適用   |
| 2021年12月5日  | 街道（거리）          | 《現正分手中》           | 全員           | 不適用   |

## 獲獎及提名列表
| 年度   | 頒獎典禮             | 獎項                   | 提名項目     | 結果 | 引用資料 |
| ------ | -------------------- | ---------------------- | ------------ | ---- | -------- |
| 2012年 | Mnet亞洲音樂大獎     | 年度歌曲               | 〈討厭你〉   | 提名 |          |
| 2012年 | Mnet亞洲音樂大獎     | 最佳組合歌唱表演       | 城市札卡巴   | 提名 |          |
| 2013年 | 韓國音樂大獎         | 最佳R&B及靈魂樂專輯    | 《02》       | 提名 |          |
| 2016年 | Mnet亞洲音樂大獎     | 最佳歌唱表演獎（團體） | 城市札卡巴   | 提名 | [ 4 ]    |
| 2016年 | Mnet亞洲音樂大獎     | 最佳年度歌曲           | 〈我不愛你〉 | 提名 | [ 4 ]    |
| 2017年 | 金唱片獎             | 音源部門本賞           | 〈我不愛你〉 | 獲獎 |          |
| 2017年 | Gaon Chart K-POP大獎 | 5月份音源部門歌手獎    | 〈我不愛你〉 | 獲獎 |          |

## 引用資料
1. ↑  . NAVER MUSIC.   [2016-09-21] （韩语）.
2. ↑  . 愛貝克思.   [2016-10-15]. （原始内容存档于2020-10-28）.
3. ↑  . 브레이크뉴스. 2017-07-11  [2017-07-11]. （原始内容存档于2019-09-19）.
4. ↑  . 韓星網. 2016-10-29  [2016-10-29]. （原始内容存档于2016-10-29）.

## 外部連結
- 城市札卡巴的Facebook專頁
- 城市札卡巴的X（前Twitter）
- 城市札卡巴的Instagram帳戶